# Paralympiska sommarspelen 1996

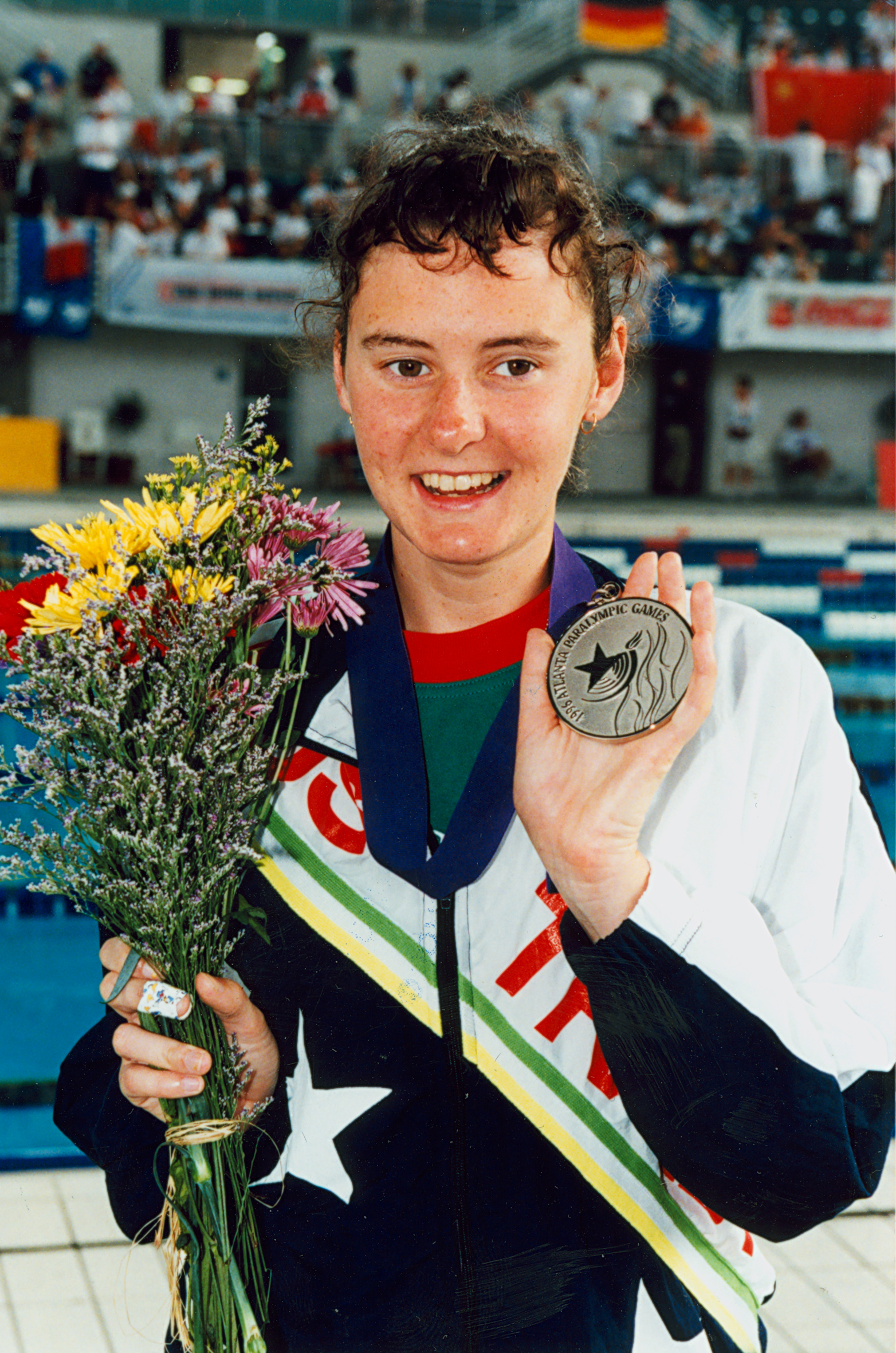
Tracey Cross

Paralympiska sommarspelen 1996 hölls i Atlanta, USA, från 15 augusti till 26 augusti och var det tionde i ordningen. 3 195 idrottare från 103 länder deltog i 20 idrotter.
Framgångsrikaste nation var USA som vann 157 medaljer, varav 46 guld. Sverige vann 36 medaljer fördelade på 12 guld, 14 silver och 10 brons, vilket gav en trettonde plats i medaljligan.

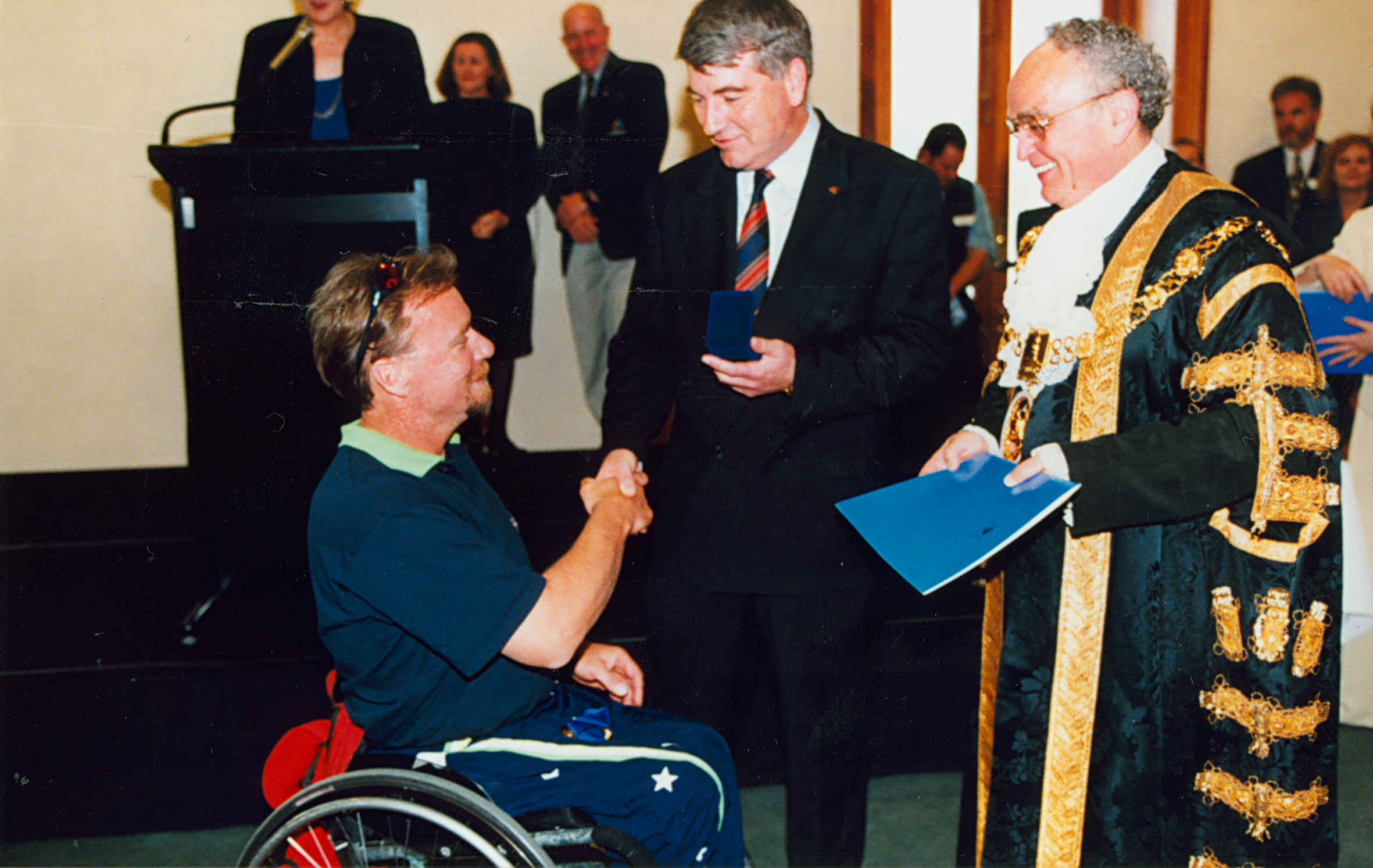
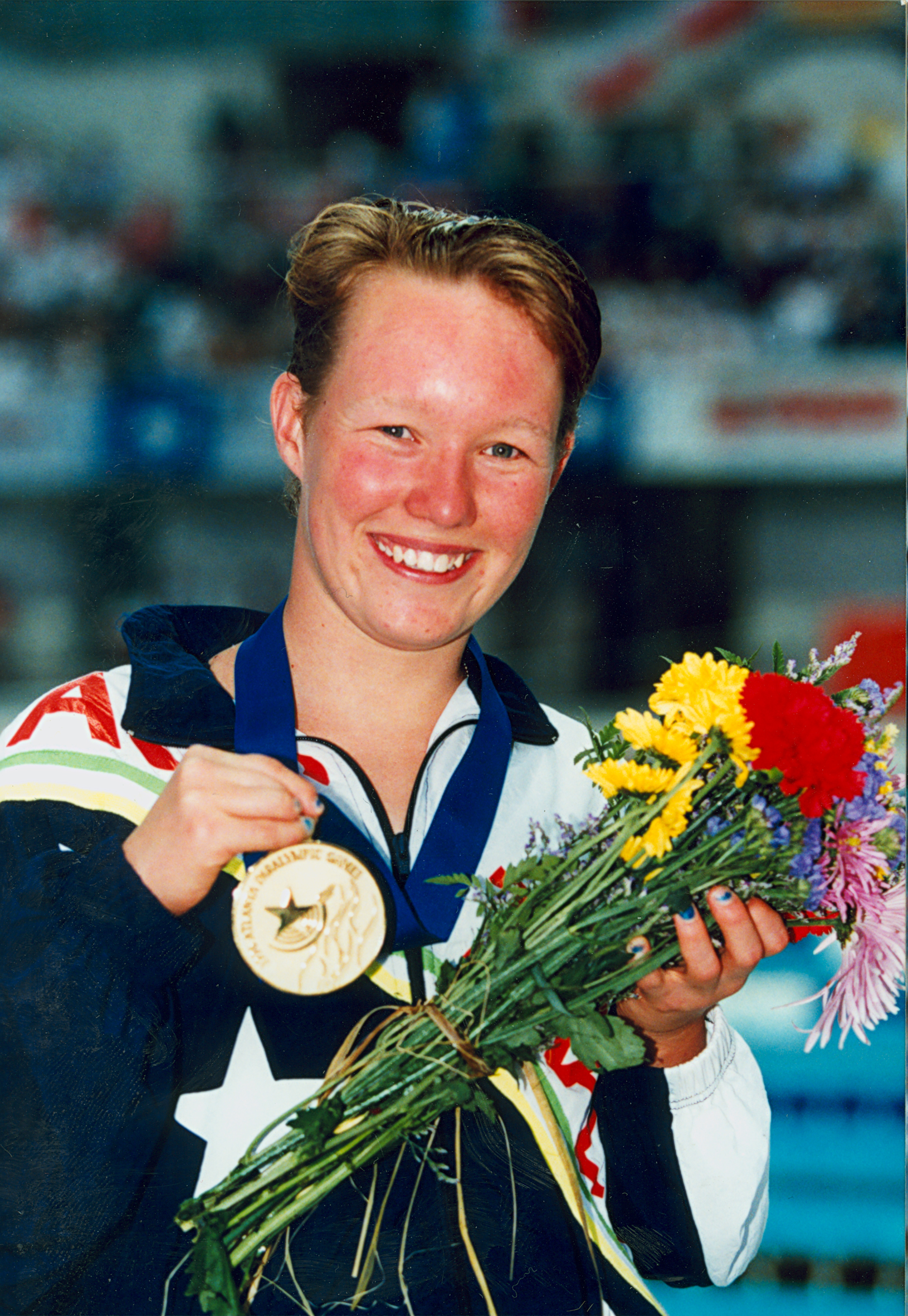
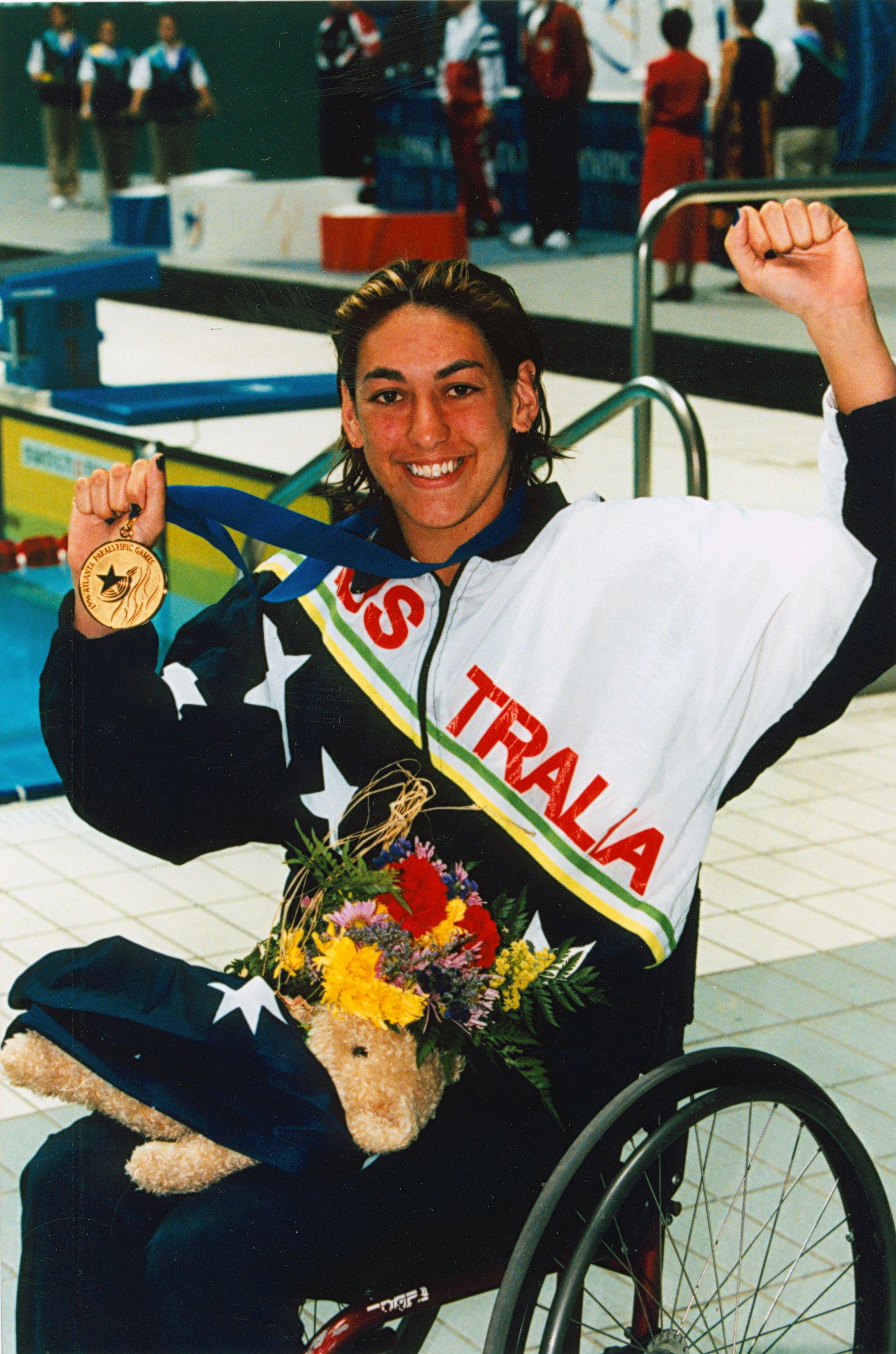
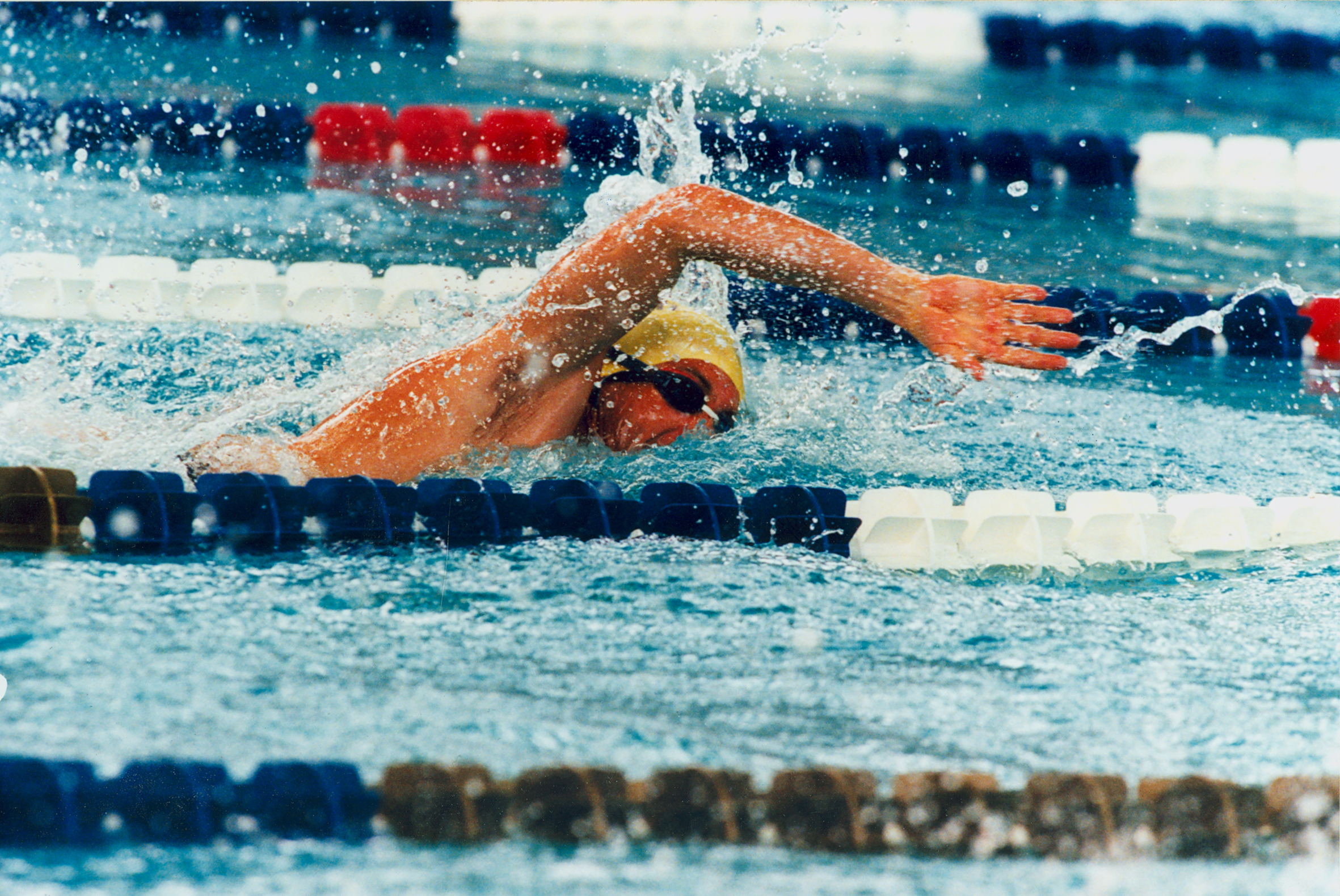
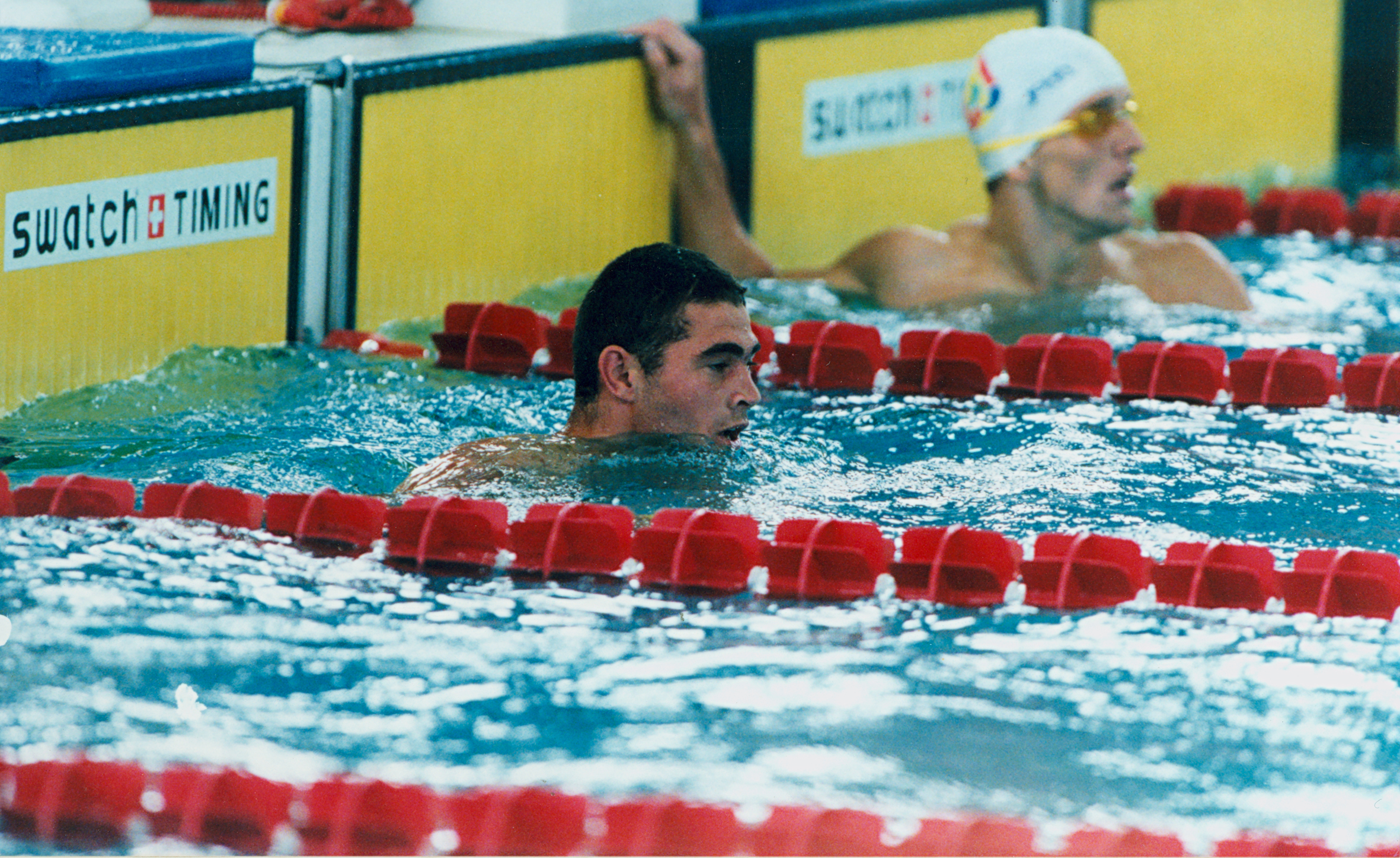
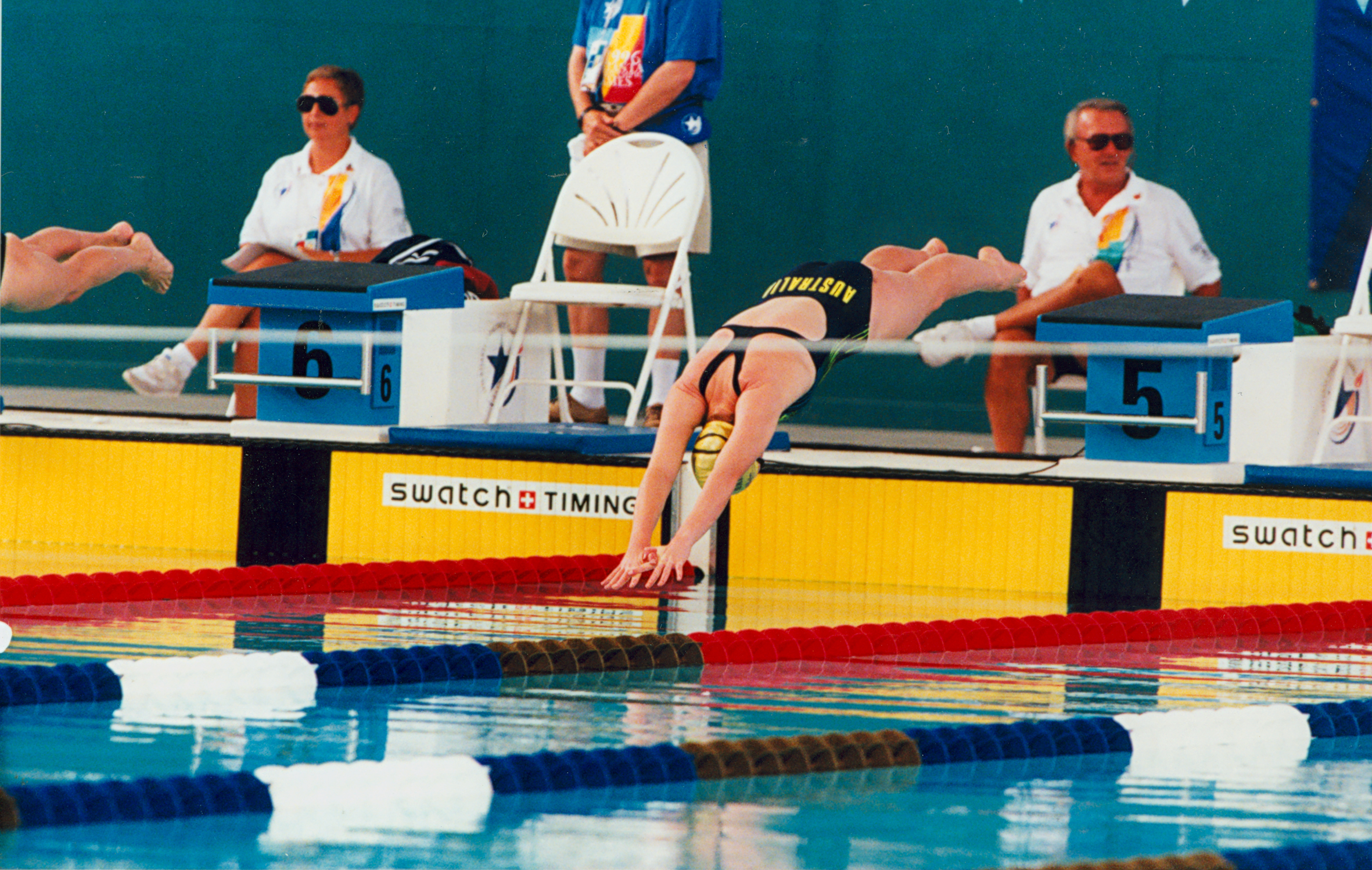
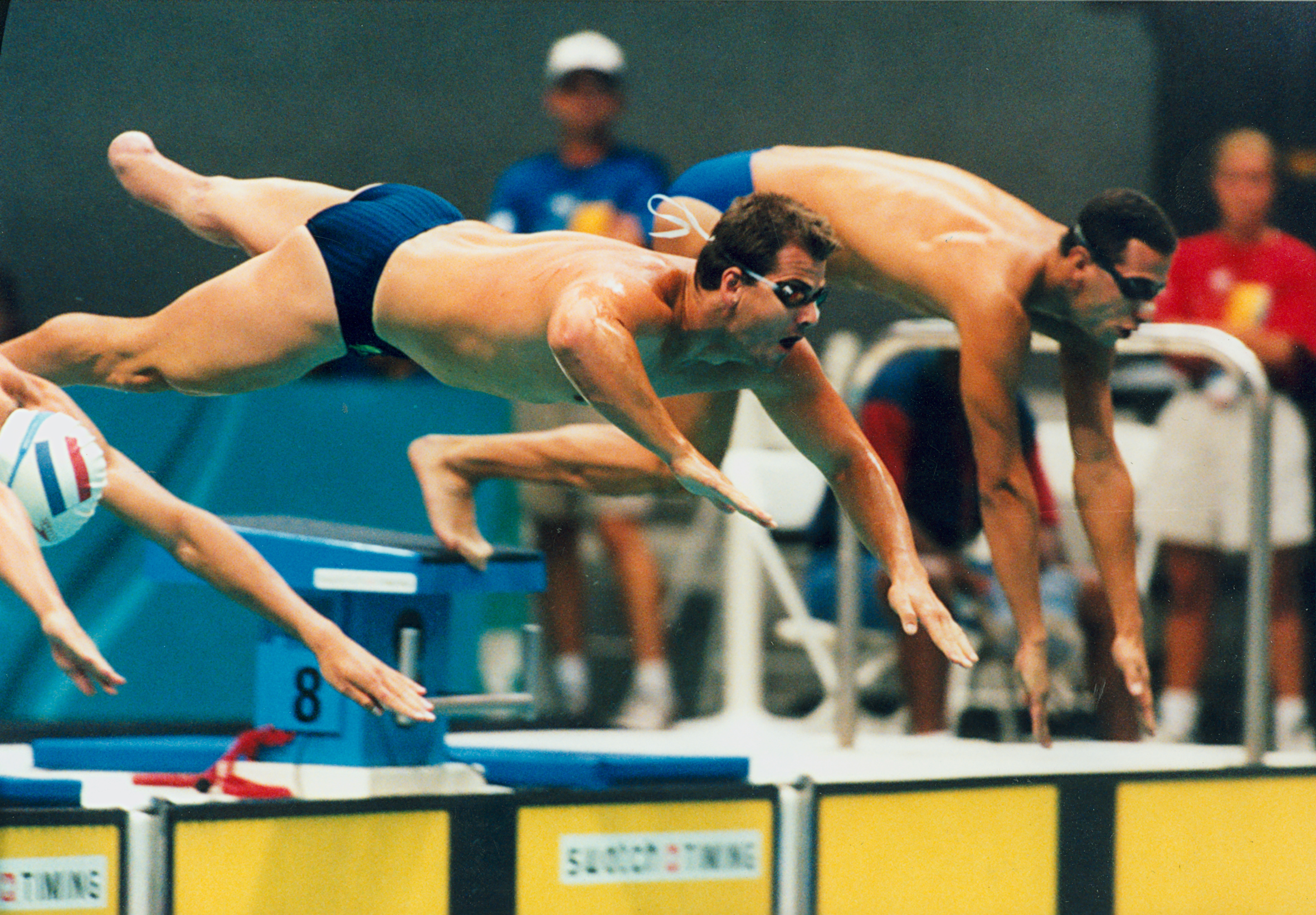
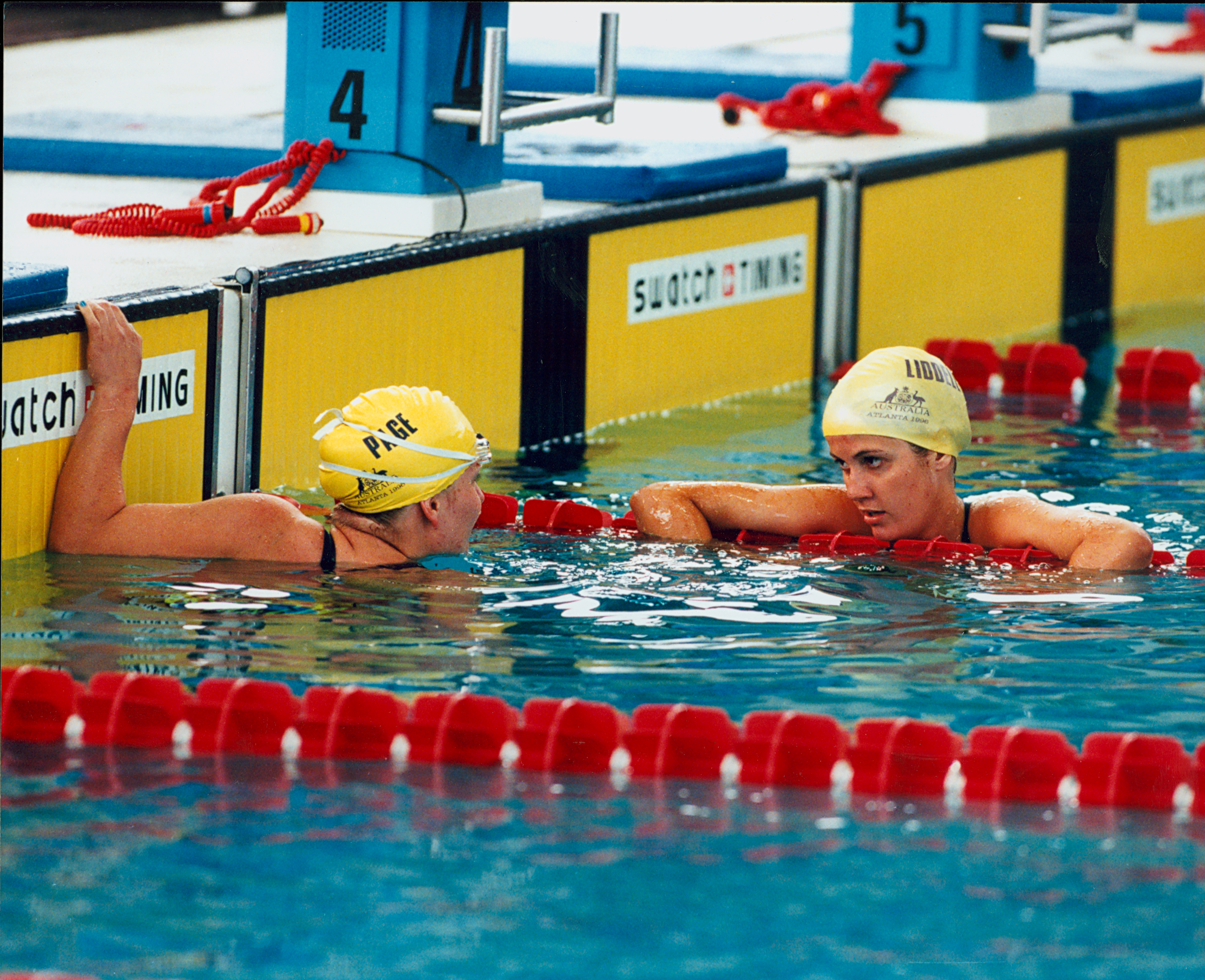